# Großsteingrab Kirkevangen
Das Großsteingrab Kirkevangen war eine megalithische Grabanlage der jungsteinzeitlichen Nordgruppe der Trichterbecherkultur im Kirchspiel Blistrup in der dänischen Kommune Gribskov. Es wurde im 19. Jahrhundert zerstört.

## Lage
Das Grab lag im Westen von Blistrup, östlich des Bjørn Andersens Vej auf einem Feld gegenüber von Haus Nummer 30. In der näheren Umgebung gibt bzw. gab es zahlreiche weitere megalithische Grabanlagen. Erhalten sind noch die beiden 2,3 km bzw. 2,6 km nordöstlich gelegenen Ganggräber Ølshøj und Digeshøi sowie der 2,2 km südwestlich gelegene Dolmen von Slagsagergaard.

## Forschungsgeschichte
Aus dem Grab wurden 1828 Funde geborgen und dem Dänischen Nationalmuseum übergeben. Später wurde das Grab völlig abgetragen. Zwei Dokumentationen der Fundstelle durch Mitarbeiter des Nationalmuseums in den Jahren 1886 und 1937 erbrachten keine Hinweise auf bauliche Überreste.

## Beschreibung

### Architektur
Die Anlage besaß eine Hügelschüttung, die zwei Grabkammern enthielt. Weder für den Hügel noch für die Kammern existieren genauere Angaben zu den Maßen, der Orientierung und der Form. Die Kammern werden in der Literatur allerdings zumeist als Dolmen angesprochen.

### Funde
Aus dem Grab wurden unverbrannte menschliche Knochenreste geborgen.
Von den Beigaben sind ein geschliffenes dicknackiges Beil vom Typ Bundsø, ein geschliffenes dünnblattiges dicknackiges Beil, ein Feuerstein-Bruchstück und ein Feuerstein-Dolch erhalten. Verschollen sind fünf Feuerstein-Bruchstücke, sieben Feuerstein-Dolche, zwei dünnblattige Beile und eine unbekannte Anzahl an Bernstein-Perlen.